# Amagi (pasmo górskie)
Amagi (jap. 天城山 Amagi-san) – wulkaniczne pasmo górskie w środkowej części półwyspu Izu, w prefekturze Shizuoka w Japonii. Stanowi granicę między miastami Izu a Higashi-Izu.
Najwyższymi wzniesieniami pasma są:
- Bansaburō-dake (jap. 万三郎岳) – 1405 m n.p.m.
- Banjirō-dake (jap. 万二郎岳) – 1299 m
- Tōgasa-yama (jap. 遠笠山) – 1197 m[1].